# Zwangsarbeiterlager Hannover-Stöcken (Akkumulatorenwerke)

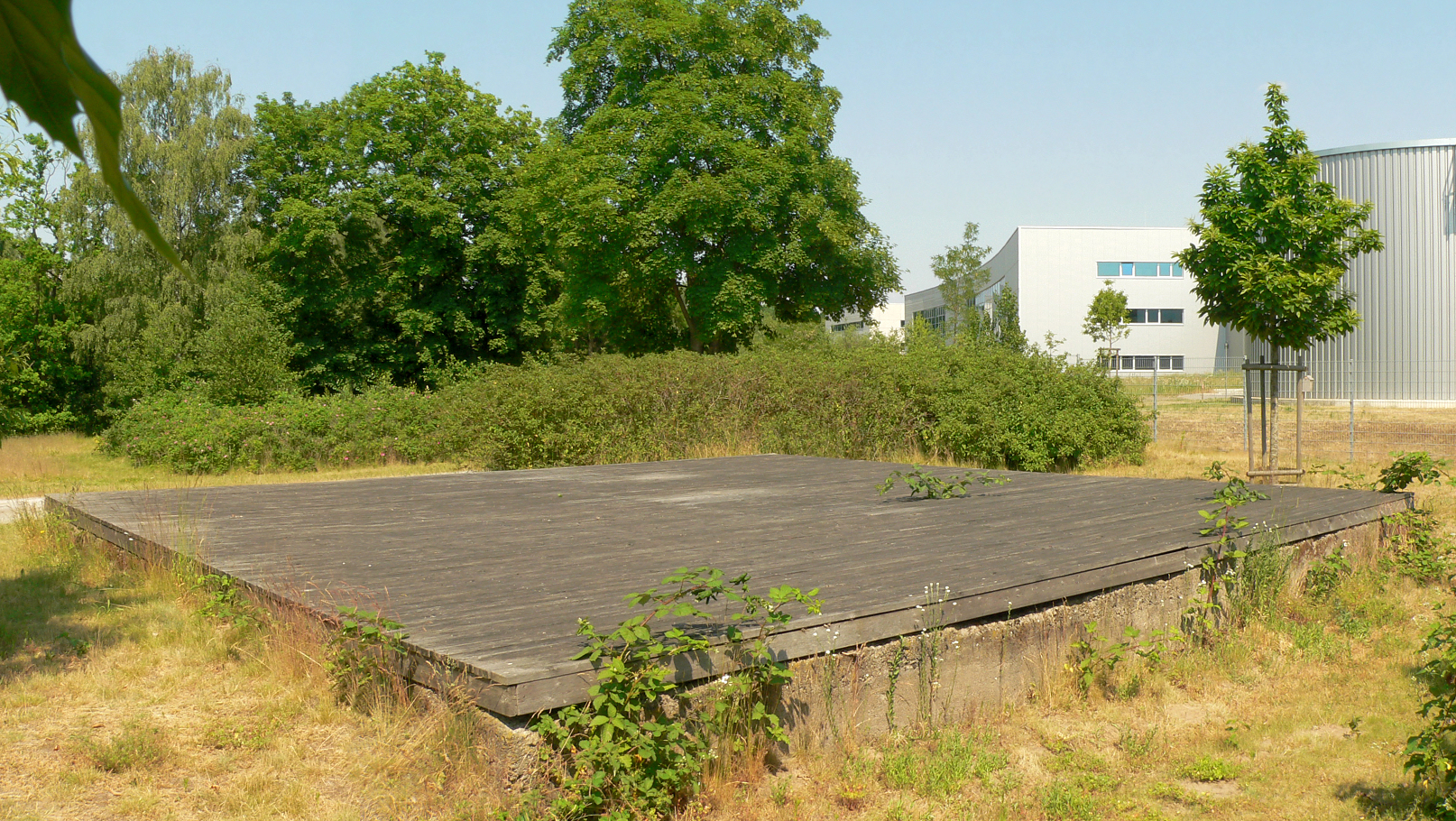
Fundamente eines Lagergebäudes, dahinter das heute mit Fabrikhallen bebaute Lagergelände

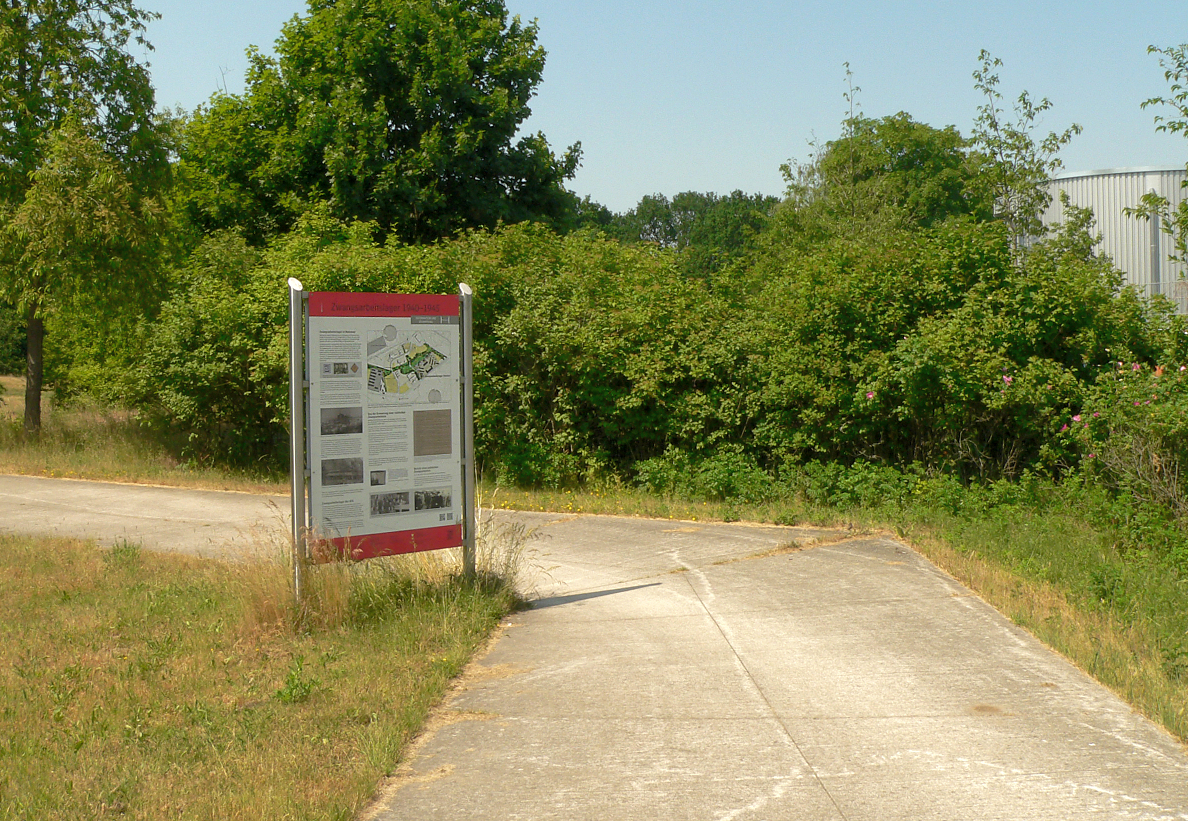
Informationstafel im Randbereich des früheren Lagers

Das Zwangsarbeiterlager Hannover-Stöcken (Akkumulatorenwerke) war ein in der Zeit des Nationalsozialismus bestehendes Zwangsarbeiterlager in Hannover. Es befand sich im hannoverschen Stadtteil Marienwerder und nicht im benachbarten Stadtteil Stöcken.

## Beschreibung
Das Lager wurde zu Beginn des Zweiten Weltkrieges im Frühjahr 1940 eingerichtet. Bis zum Kriegsende 1945 durchliefen es mehrere Tausend Zwangsarbeiter, darunter Belgier, Franzosen, Italiener, Niederländer, Polen und Russen. Die Insassen leisteten Zwangsarbeit in den nahegelegenen Akkumulatorenwerken Hannover-Stöcken (AFA), einer Vorläufergesellschaft der Varta AG.
Das Zwangsarbeiterlager gehörte zu einem kriegswichtigen Industriebetrieb und zählte zu den größeren seiner Art in Hannover. Es bestand aus etwa 20 Baracken, von denen rund ein Drittel relativ klein war. Die meisten Bauten standen in einem Bereich, der in den 2020er Jahren mit Fabrikhallen überbaut wurde. Von vier Bauten außerhalb des Fabrikgeländes sind Fundamentreste erhalten. Eine Informationstafel im Randbereich des früheren Lager informiert über die Einrichtung.
Im näheren Umfeld der AFA bestanden mehrere Zwangsarbeiterlager im damaligen Industriegebiet Nordhafen am Mittellandkanal. Dazu zählt das etwa 500 Meter westlich vom Zwangsarbeiterlager gelegene und von 1943 bis 1945 bestehende KZ Hannover-Stöcken, dessen Häftlinge ebenfalls Zwangsarbeit in der AFA leisten mussten.

## Hintergrund
Während des Zweiten Weltkriegs lebten über 60.000 Zwangsarbeiterinnen und Zwangsarbeiter in etwa 500 Lagerunterkünften in Hannover. Größere Lager betrieb der Verein Lagergemeinschaft e.V. als Interessengemeinschaft von ungefähr 170 hannoverschen Unternehmen. Der Verein schuf Unterkunftsmöglichkeiten für die in der (Rüstungs-)Industrie eingesetzten Zwangsarbeiter und Kriegsgefangenen. Sie glichen den Arbeitskräftemangel aus, der durch den Kriegseinsatz der männlichen deutschen Bevölkerung entstanden war.